# ارکیده خورشیدی هماورد
ارکیده خورشیدی هماورد (نام علمی: Thelymitra aemula) نام یک گونه از سرده ارکیده‌های خورشیدی است.